# Xung lực đẩy riêng
Xung lực đẩy riêng (Isp) là đại lượng vật lý đặc trưng cho khả năng tạo ra lực đẩy từ phản ứng của một khối lượng nhiên liệu hoặc chất đẩy. Đối với các động cơ tên lửa thì khối lượng phản ứng tạo ra lực đẩy chỉ bao gồm lượng nhiên liệu mà tên lửa mang theo, thì xung lực đẩy riêng tỉ lệ thuận với vận tốc luồng khí phụt.
Một hệ thống đẩy có xung lực đẩy riêng càng lớn thì nó càng sử dụng hiệu quả lượng nhiên liệu mà nó mang theo. Trong trường hợp của tên lửa, điều này đồng nghĩa với tên lửa càng cần ít nhiên liệu hơn để đạt được độ biến thiên vận tốc delta-v cho trước., vì thế phương tiện bay sẽ càng dễ dàng đạt được vận tốc và độ cao bay yêu cầu.
Trong bầu khí quyển, xung lực riêng có thể bao gồm xung lực bổ sung từ khối lượng của không khí bên ngoài vốn được tăng tốc bởi động cơ theo một cách nào đó. Động cơ phản lực có xung lực đẩy riêng lớn hơn là động cơ tên lửa. Xung lực đẩy riêng được tính bằng khối lượng chất đẩy đã tiêu tốn và có đơn vị quãng đường/đơn vị thời gian, là một vận tốc danh nghĩa và còn có thể gọi là vận tốc xả hiệu dụng. Nó cao hơn vận tốc luồng phụt thực tế vì nó không tính đến khối lượng của khí cháy trong buồng đốt. Trong chân không, vận tốc thực tế và vận tốc xả hiệu dụng là bằng nhau.
Xung lực đẩy riêng tỷ lệ nghịch với mức tiêu thụ nhiên liệu riêng (SFC) theo mối quan hệ Isp = 1/(go·SFC) đối với SFC tính bằng kg/(N·s) và Isp = 3600/SFC đối với SFC tính bằng lb/(lbf·Giờ).

## Giới thiệu chung
Lượng chất đẩy được sử dụng tạo ra lực đẩy có thể đo bằng đơn vị khối lượng hoặc trọng lượng. Nếu như ta sử dụng đơn vị khối lượng, thì xung lực riêng sẽ được tính bằng xung lực (hay xung lượng) chia cho khối lượng của chất đẩy, đơn vị của nó sẽ là đơn vị của tốc độ, vì vậy nó còn được gọi là vận tốc xả hiệu dụng. Trong hệ đơn vị SI dựa theo khối lượng, nó có đơn vị là m/s. Nếu sử dụng hệ thống đơn vị dựa theo lực, xung lực sẽ được chia bởi trọng lượng của chất đẩy (đại diện cho lực), và nó sẽ có đơn vị thời gian (giây). Hai công thức khác nhau bởi gia tốc trọng trường tiêu chuẩn tại mặt đất.
Ta có công thức tính xung lực J bằng:
{\displaystyle J=\int F\,\mathrm {d} t}
Suy ra công thức tính xung lượng riêng và thứ nguyên của Isp là:
{\displaystyle I_{\text{sp}}={\frac {J}{m}}={\frac {\int F\,\mathrm {d} t}{m}}=\left[{\frac {\frac {kg.m.s}{s^{2}}}{kg}}\right]=\left[{\frac {m}{s}}\right]}
Nếu tính theo vận tốc phụt của luồng khí phản lực, thứ nguyên là:
{\displaystyle I_{\text{sp}}={\frac {v_{\text{e}}}{g_{\text{o}}}}=\left[{\frac {\frac {m}{s}}{\frac {m}{s^{2}}}}\right]=\left[s\right]}
Tốc độ thay đổi động lượng của tên lửa (bao gồm cả chất đẩy của nó) theo thời gian bằng lực đẩy của tên lửa. Tên lửa có xung lượng riêng càng lớn, thì sẽ cần càng ít chất đẩy để sản sinh ra lực đẩy thiết kế, và do đó, hiệu suất sử dụng chất đẩy của tên lửa càng cao. Cũng không nên nhầm lẫn giữa lực đẩy và xung lực đẩy riêng. Lực đẩy là lực được tạo ra bởi động cơ và phụ thuộc vào khối lượng của dòng khí phản lực. Trong khi xung lực đẩy riêng là giá trị đo xung lực tạo ra từ mỗi đơn vị khối lượng chất đẩy, và tỉ lệ thuận với vận tốc luồng khí phản lực. Lực đẩy và xung lực đẩy riêng liên quan với nhau trong thiết kế và chất đẩy của động cơ nhưng mối liên hệ này khá mong manh. Ví dụ chất đẩy Hydro lỏng/Oxy lỏng tạo ra Isp cao hơn tuy nhiên lực đẩy của chúng lại thấp hơn chất đẩy RP-1/Oxy lỏng bởi khí xả có mật độ thấp hơn và vận tốc xả lớn hơn. Trong nhiều trường hợp, các hệ thống đẩy có xung lực đẩy riêng rất cao như các động cơ đẩy ion, có thể đạt tới giá trị Isp= 10.000 (s) nhưng những động cơ này lại sản sinh ra lực đẩy thấp.
Đối với một tên lửa, khi tính toán xung lực riêng sẽ phải tính cả trọng lượng chất đẩy bao gồm cả nhiên liệu và chất Oxy hóa trước khi phóng tên lửa. Một tên lửa nặng hơn với xung lực riêng cao có thể sẽ không hiệu quả trong việc tăng độ cao, khoảng cách hoặc vận tốc so với một tên lửa nhẹ hơn với xung lực riêng thấp hơn, đặc biệt nếu động cơ sở hữu tỷ lệ lực đẩy trên trọng lượng cao hơn. Đây là một yếu tố quan trọng cho thiết kế tên lửa có nhiều tầng đẩy. Tầng đẩy đầu tiên sẽ được tối ưu hóa cho việc tạo ra lực đẩy lớn, giúp đưa tên lửa đạt được độ cao cần thiết. Khi đó, các tầng đẩy còn lại của tên lửa sử dụng động cơ có xung lực riêng cao sẽ có thể hoạt động hiệu quả.
Đối với các động cơ phản lực của máy bay vốn hoạt động nhờ dòng khí đi qua động cơ lúc bay trong bầu khí quyển, sẽ chỉ tính đến khối lượng của nhiên liệu mà không tính đến khối lượng của dòng không khí đi qua động cơ.

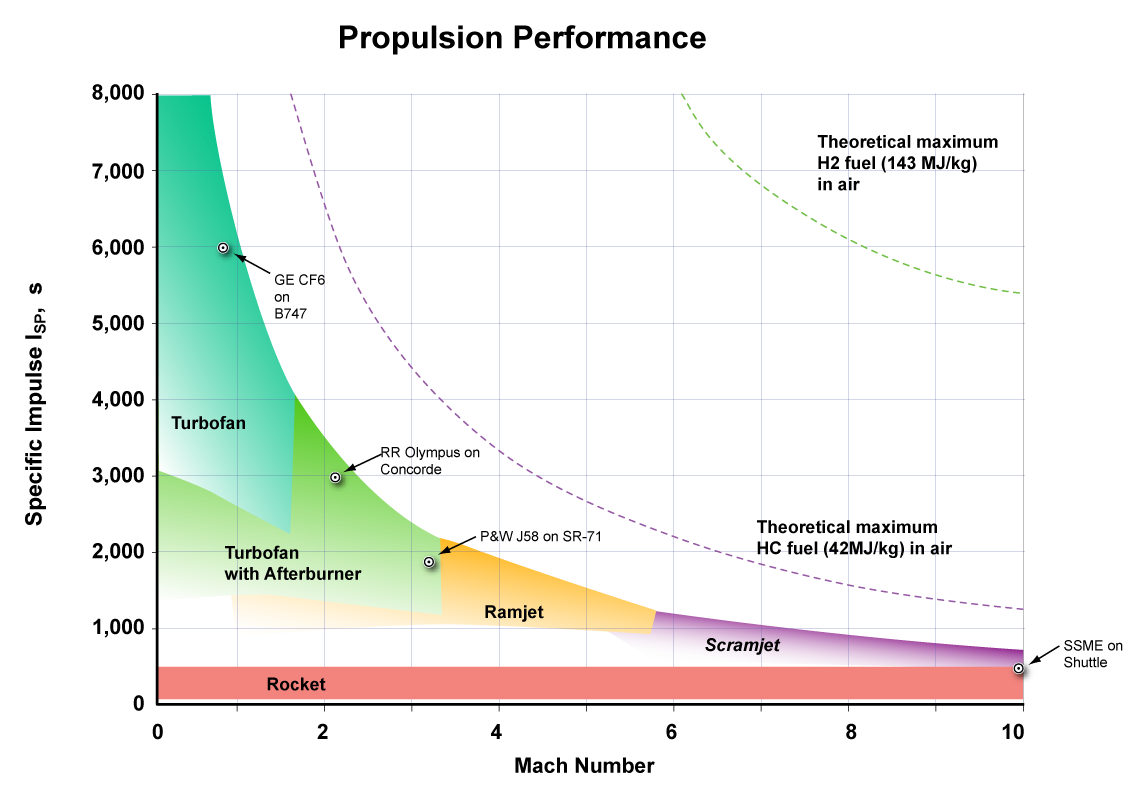
Xung lực đẩy riêng của các loại động cơ phản lực {SSME= Động cơ chính của tàu con thoi-Space Shuttle Main Engine}

#### Tên lửa
Đối với tên lửa, khối lượng duy nhất tạo ra lực đẩy là chất đẩy của tên lửa. Xung lực đẩy riêng được tính như sau:
{\displaystyle I_{\rm {sp}}={\frac {v_{\text{e}}}{g_{0}}},}
trong đó
{\displaystyle I_{\rm {sp}}} là xung lực đẩy riêng được tính theo đơn vị giây,
{\displaystyle v_{\text{e}}} là tốc độ xả trung bình dọc theo trục của động cơ (tính bằng ft/s hoặc m/s),
{\displaystyle g_{0}} là trọng lực tiêu chuẩn (tính bằng ft/s2 hoặc m/s2).
Đối với tên lửa, do các hiệu ứng của khí quyển, xung lực đẩy riêng thay đổi theo độ cao, và đạt giá trị lớn nhất trong môi trường chân không. Điều này bởi vì vận tốc luồng khí xả không đơn thuần là một hàm số của áp suất buồng đốt, mà còn phụ thuộc vào sự khác nhau giữa bên ngoài và bên trong buồng đốt. Các giá trị xung lực đẩy riêng của tên lửa thường được đưa ra ở mực nước biển (sl) hoặc ở trong môi trường chân không (vac).